# Christoph Wilhelm Braveleit
Christoph Wilhelm Braveleit (auch Christoph Wilhelm Braweleit, * um 1752 in Labiau, Königreich Preußen; † 4. März 1795 in Königsberg, Königreich Preußen) war ein Orgelbauer im Herzogtum Kurland und dem Königreich Preußen.

## Leben
Christoph Wilhelm Braveleit war möglicherweise litauischer Herkunft, der Name könnte von Bravilaitis abgeleitet sein. Braveleit war ein Schüler von Adam Gottlob Casparini in Königsberg, mit dem er 1774 bis 1776 in Wilna (Vilnius) eine Orgel baute. 1776 erschien sein Name in der Matrikel der Königsberger Universität für Orgelbau (architecturae prae-primus organicae). 1779 erhielt Braveleit ein Orgelbauerprivileg für das Herzogtum Kurland und Semgallen. 1784 wurde als Wohnort Tuckum (Tukums) angegeben. 1788 bot ihm der Herzog von Kurland ein Aufenthaltsrecht für Goldingen (Kuldīnga) an, ohne das Bürgerrecht der Stadt annehmen zu müssen.
Im gleichen Jahr kehrte Braveleit nach Königsberg zurück und übernahm die Werkstatt des verstorbenen Casparini, worum ihn dieser zuvor gebeten hatte. Braveleit baute als Hoforgelbauer einige größere Orgeln und war für die Stimmung einiger Instrumente in Königsberg verantwortlich.
Er starb 1795 an Wassersucht.
Die Orgel in Heiligenbeil stellte Jacob Preuß fertig, neuer Hoforgelbauer wurde zunächst Carl David Amstel.

## Werke (Auswahl)
Von Christoph Wilhelm Braveleit sind nur wenige Orgelbauten bekannt. Erhalten sind die Orgel im lettischen Ēdole (Edwahlen) und der Prospekt in Kuldīga (Goldingen), sowie die Casparini-Orgel in Vilnius.
Orgelneubauten
| Jahr      | Ort                          | Gebäude                          | Bild | Manuale | Register | Bemerkungen                                                                           |
| --------- | ---------------------------- | -------------------------------- | ---- | ------- | -------- | ------------------------------------------------------------------------------------- |
| 1774      | Vilnius, Litauen             | Dominikanerkirche                |      |         |          | Mitarbeit bei Casparini, Inschrift Braweleidt 1774 in Windlade, erhalten – Orgel      |
| 1784/88   | Goldingen (Kuldīga), Kurland | Lutherische Kirche St. Katharina |      |         |          | Prospekt erhalten, Teile der Orgel möglicherweise auch ?                              |
| 1786      | Edwahlen (Ēdole), Kurland    | Evangelische Kirche              |      | I/P     | 8        | 1902 Ergänzung zweier Register durch Carl Alexander Herrmann, erhalten                |
| 1788–1789 | Goldap (Gołdap)              | Kirche                           |      |         |          | Fertigstellung von Casparinis Auftrag, zerstört                                       |
| 1788–1790 | Königsberg                   | Sackheimer Kirche                |      | II/P    | 29       | 1891 Umbau durch Max Terletzki, 1928 durch Furtwängler und Hammer, nach 1944 zerstört |
| 1790–1792 | Königsberg                   | Propsteikirche                   |      | II/P    | 30       | 1900 und 1930 Umbauten durch Goebel, nach 1944 zerstört                               |
| 1792–1794 | Königsberg                   | Tragheimer Kirche                |      | II/P    | 31       | mehrfach umgebaut, 1944 zerstört                                                      |
| 1794–1795 | Neu-Pillau                   | Stadtkirche                      |      | I/P     | 16       | 1786 Angebot von Casparini mit I/P, 17, erst von Braveleit gebaut, nach 1944 zerstört |
| 1794–1796 | Heiligenbeil,                | Stadtkirche                      |      | II/P    | 30       | von Jacob Preuß fertiggestellt, 1930 durch Wittek umgebaut, 1945 zerstört             |

Reparaturen
- 1789 Königsberg, Löbenichtsche Kirche, II/P, 40, 1782 von Johann Preuß gebaut